# Hans von Hellmann
Hans von Hellmann, bis 1882: Hans Hellmann, (* 8. September 1857 in Breslau; † 25. Juni 1917 in Allenstein) war ein deutscher Regierungspräsident und Reichstagsabgeordneter.

## Leben

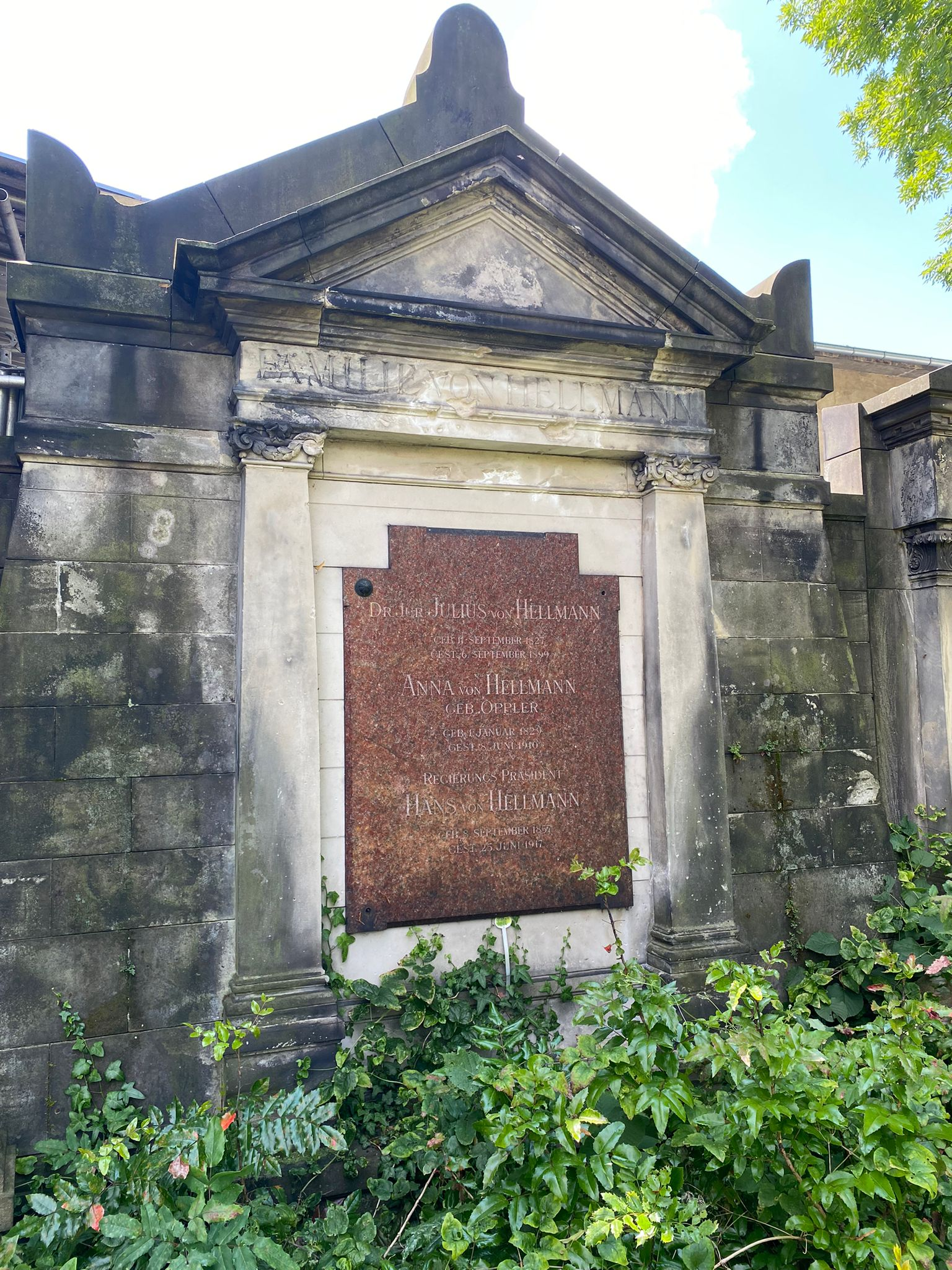
Grabstätte auf dem Alten Friedhof der Zwölf-Apostel-Gemeinde

Hellmann besuchte das Maria-Magdalenen-Gymnasium in Breslau. Nach dem Abitur studierte er von 1875 bis 1878 an der Schlesischen Friedrich-Wilhelms-Universität, der Ruprecht-Karls-Universität Heidelberg und der Rheinischen Friedrich-Wilhelms-Universität Rechtswissenschaft. 1877 wurde er im Corps Palatia Bonn recipiert. Er wurde 1879 Gerichtsreferendar, 1881 Regierungsreferendar und 1885 Regierungsassessor. Als solcher war er bei der Regierung in Oppeln und bei der Polizeidirektion Posen als Vertreter des Polizeipräsidenten und im Oberpräsidium in Posen tätig. Als Mitglied der Deutschen Reichspartei saß er für den Wahlkreis Regierungsbezirk Posen 6 (Fraustadt) von 1890 bis 1893 im Reichstag. Zwischen Oktober 1887 und 1897 verwaltete er das Landratsamt des neu geschaffenen Kreises Lissa. 1897 wurde er trotz seiner jüdischen Herkunft Polizeipräsident von Posen. Von 1908 bis zu seinem Tode im 60. Lebensjahr war er Regierungspräsident im Regierungsbezirk Allenstein.
Hans von Hellmann wurde in der Familiengrabstätte auf dem Alten Friedhof der Zwölf-Apostel-Gemeinde in Berlin beigesetzt.